# 倉田政嗣
倉田 政嗣（くらた まさつぐ、1894年（明治27年）3月8日 - 1932年（昭和7年）10月16日）は、日本の作詞家。秋田県出身。

## 略歴
1894年3月8日、秋田県平鹿郡沼館町（現、横手市雄物川町）に生まれ、幼時に生家の小沢家から仙北郡横沢村（現、大仙市太田町）で酒造業を営み、親戚でもあった倉田亦五郎へ養子に入った。幼少期を横沢村で過ごして秋田師範学校に入学、師範学校では剣道に熱中した。1913年（大正2年）に師範学校を卒業し、県下雄勝郡西馬音内（にしもない）小学校及び秋田市中通小学校で教諭をつとめた。中通小学校勤務時代には、秋田市商業学校の体操講師も務めている。1920年（大正9年）に病気（結核）のため退職、神奈川県茅ヶ崎市で療養したのち郷里にもどった。郷里では文芸に親しみ、1925年（大正14年）からは横沢村の村会議員も務めた。文人としての倉田は「樵荘（しょうそう）」を号し、「白日」所属の俳人として創作活動をおこなった。また、県内各地で歌われていた歌を収集し、それを記録した。村の青年を集めて素人演芸会をひらき、自身、落語や講談を披露することもあった。
1930年（昭和5年）に「秋田県民歌」の歌詞に応募し、成田為三の作曲で県歌に採用された。倉田はまた、郡内の横沢小学校、豊川小学校の校歌や応援歌なども作詞している。
倉田政嗣の系譜や写真、彼の作詞した校歌、応援歌等についての詳細は、秋田県民歌碑建立記念の際に発行された1991年（平成3年）3月の『秀麗無比なる鳥海山よ』（秋田県仙北郡太田町公民館発行、ふるさとシリーズ第10集）に収録されている。
村会議員としての周囲の評価は「常に現状に満足せず、改革を考えて行動する人」というものであった。1932年（昭和7年）10月16日、38歳で死去。

## 家族
妻のチヱは、政嗣の師範学校時代の恩師の妹で教員であった。チヱは結婚後も教職にありながら4人の子育てを励み、結核に苦しむ夫を支えた。政嗣・チヱの長男倉田政悳（せいとく）は英語・美術の教員で大曲小学校の校長も務めた。長女の渡部政子（川崎市在住）は歌人であり、政嗣を追憶する短歌を発表している。
なお、政嗣の実母小沢キノの兄が日本画家の倉田松涛（しょうとう）である。